# Tim Berners-Lee
Timothy „Tim“ John Berners-Lee (* 8. června 1955 Londýn) je anglický informatik, tvůrce World Wide Webu a ředitel konsorcia W3C, které dohlíží na pokračující vývoj webu.

## Život
Narodil se v Londýně ve Spojeném království Conwayovi Berners-Lee a Mary Lee Woodsové jako nejstarší ze čtyř dětí. Jeho rodiče, oba matematici, byli společně zaměstnáni v týmu, který postavil jeden z prvních komerčně vyráběných počítačů, Ferranti Mark 1. Vystudoval fyziku na Queen's College Oxfordské univerzity, bakalářský titul získal v roce 1976. Již tehdy se u něj projevila láska k počítačům, jeden si během studia vyrobil ze starého televizního přijímače, který koupil v opravně, a procesoru M6800.
V roce 1976 začal pracovat v telekomunikační společnosti Plessey Telecommunications Limited v Dorsetu jako programátor; tam se seznámil se svojí první ženou Jane. V roce 1978 přešel do D.G. Nash Limited, kde napsal software pro sazbu textu a operační systém.
V roce 1980 působil 6 měsíců v Evropské organizaci pro jaderný výzkum (CERN) v Ženevě, kde napsal program jménem ENQUIRE založený na konceptu hypertextu, který mu měl pomáhat při dokumentaci nejdůležitějších okamžiků jeho života a spojovat je s asociacemi k nejrůznějším komplexům úloh. Vzhledem k zásobě dokumentů, které byly k dispozici pouze v jednom exempláři a na jednom místě, jej napadlo vytvořit multimediální informační systém s dálkovou sítí, aby k těmto zdrojům existoval přístup z různých míst. Berners-Lee se nejprve ve svém plánu na World Wide Web zaměřil na vytvoření nástroje, jehož pomocí by šlo vyměňovat pohodlně data a myšlenky fyziků věnujících se výzkumu vysokoenergetických jevů, kteří byli roztroušení po celém světě.
Na konci roku 1980 opustil CERN a šel pracovat do společnosti Image Computer Systems v Bournemouthu v Dorsetu. Tři roky řídil technický úsek společnosti. V roce 1984 se vrátil do CERNu. V březnu 1989 Tim Berners-Lee společně s Robertem Cailliauem vytvořil první návrh projektu vytvoření distribuovaného hypertextového systému. Vyvinul aplikační protokol HTTP, jazyk pro vytváření webových stránek (HyperText Markup Language), a tím byl zahájen projekt WWW. Krátce nato napsal první webový prohlížeč WorldWideWeb (později přejmenovaný na Nexus), který byl určen speciálně pro počítač NeXT v CERNu. Sám svůj vynález komentoval slovy. "Vzal jsem myšlenku hypertextu a spojil ji s konceptem Transmission Control Protocol a systémem domén a - ta-dá - World Wide Web byl na světě. Většina technologií zapojených do webu již byla vynalezena, musel jsem je dát jen dohromady." Rozdíl oproti současnému prohlížeči WWW však spočíval v tom, že z každého připojeného bodu sítě šlo nejen si web prohlížet, ale i upravovat.
Berners-Lee zveřejnil první webovou stránku (info.cern.ch), která popisovala samotný projekt, dne 20. prosince 1990. Neexistují žádné screenshoty této původní stránky, jen kopie z roku 1992. Berners-Lee si na WWW nikdy neudělal patent a nežádal od nikoho licenční poplatky. Nechal svůj vynález šířit zcela volně.
Epochálnost jeho vynálezu byla mnohokrát zdůrazněna. Když v roce 2014 British Council vyhlašovala "80 kulturních okamžiků, které formovaly svět v posledních 80 letech", 25 oslovených vědců, akademiků, spisovatelů a světových vůdců, vynález World Wide Webu vyhlásilo nejdůležitější událostí.
Berners-Lee zakládal na Massachusettském technologickém institutu katedru informatiky a v roce 1994 zde založil konsorcium W3C, které mělo za cíl vytvořit standardy a doporučení ke zlepšení kvality webu. Od počátku až dosud je jeho ředitelem. V listopadu 2009 založil nadaci World Wide Web Foundation.
Je znám jako obhájce svobody internetu, neboli "neutrality sítě". Hlásá, že poskytovatelé internetových služeb by neměli bez výslovného souhlasu uživatelů kontrolovat ani sledovat jejich aktivity. Obhajuje myšlenku, že "právo na lidskou síť" by mělo být definováno jako nové lidské právo. V květnu 2012 se stal prezidentem Open Data Institute, který spoluzaložil s Nigelem Shadboltem. Od roku 2016 učí na Oxfordské univerzitě.
V roce 2001 byl zvolen členem Královské společnosti. Roku 2004 byl královnou Alžbětou II. uveden do šlechtického stavu, v roce 2007 od ní dostal řád za zásluhy (Order of Merit). V roce 2016 mu bylo za zásluhy o rozvoj webových technologii uděleno nejprestižnější informatické ocenění, Turingova cena.